# Chef de brigade

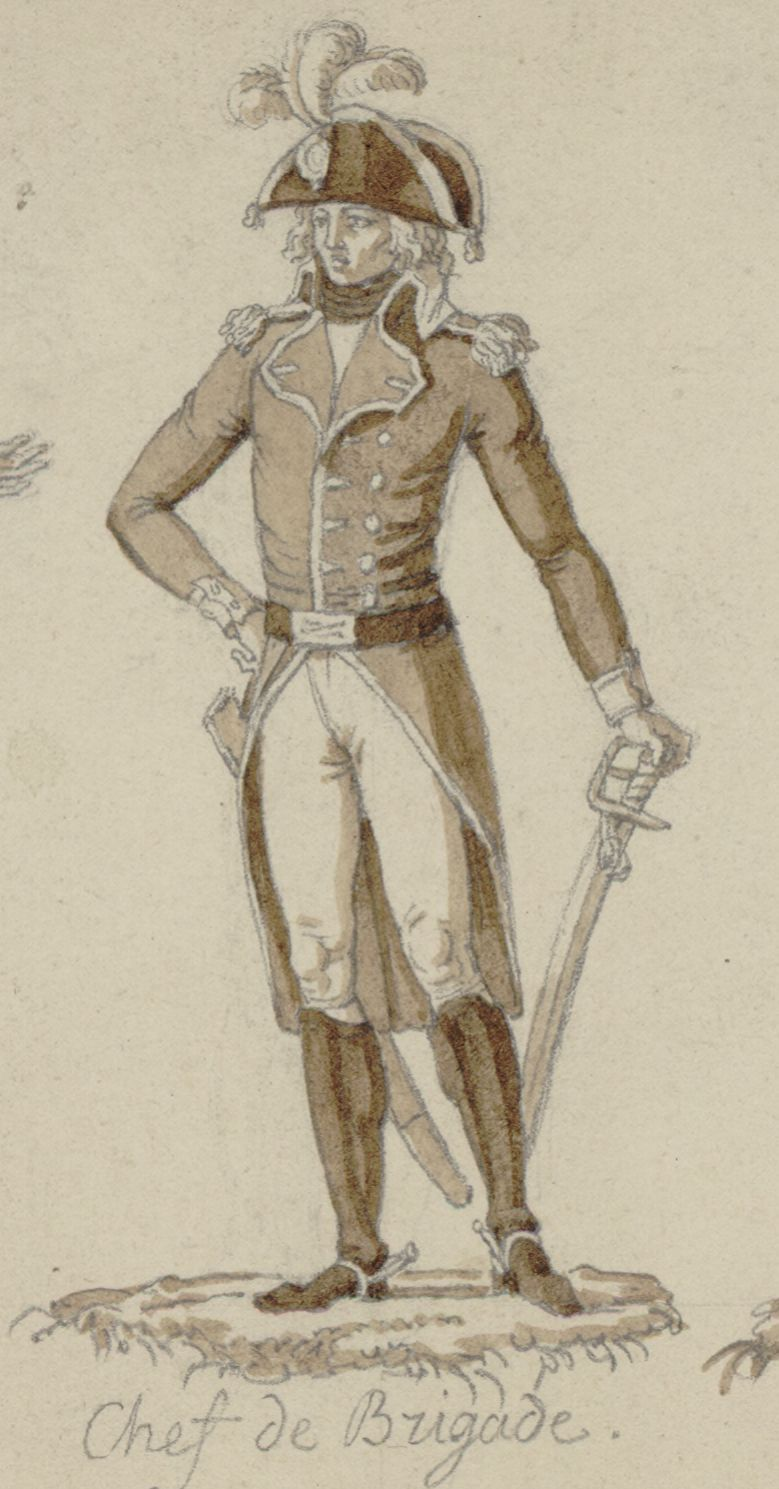
Un dessin d'un chef de brigade français lors de la révolution française

Chef de brigade était un grade militaire.

## 1793 à 1803
Chef de brigade était un grade militaire équivalent à colonel sous la Révolution française.
Il fut créé en même temps, 1793, que l'unité qu'il commandait, la demi-brigade, qui, elle, remplaçait le régiment. 
Les deux appellations disparurent juste avant l'avènement de l'Empire, en 1803, où l'on revint aux anciennes désignations.

## XXesiècle
En 1918, la Gendarmerie nationale, ayant attribué le rang de sous-officiers à tous les gendarmes, dont le grade se situe désormais à mi-chemin des sergents et des sergents-chefs, le grade de brigadier ne peut plus être attribué dans cette arme.
Un décret supprime alors les grades de brigadier, maréchal-des-logis, maréchal des logis-chef, adjudant et adjudant-chef pour les remplacer par les grades de chefs de brigade, de la manière suivante :
- chef de brigade hors-classe : en remplacement d'adjudant-chef ;
- chef de brigade de 1re classe : en remplacement d'adjudant ;
- chef de brigade de 2e classe : en remplacement de maréchal des logis-chef.
- chef de brigade de 3e classe : en remplacement de maréchal des logis.
- chef de brigade de 4e classe : en remplacement de brigadier.

L'intitulé de ces grades est aussitôt jugé trop administratif par la communauté militaire, et l'appellation unique de « chef » pour l'ensemble des chefs de brigade passe pour gommer la hiérarchie. Les chefs de brigade sont donc supprimés en 1925, et reclassés dans les grades classiques des sous-officiers des armes montées: maréchal des logis, maréchal des logis-chefs, adjudants et adjudants-chefs.